# Kathy Watt
Kathryn Anne „Kathy” Watt (ur. 11 września 1964 w Warragul) – australijska kolarka szosowa i torowa, dwukrotna medalistka olimpijska oraz brązowa medalistka szosowych mistrzostw świata.

## Kariera
Największe sukcesy w karierze, Kathy Watt osiągnęła w 1992 roku, kiedy zdobyła dwa medale na igrzyskach olimpijskich w Barcelonie. W szosowym wyścigu ze startu wspólnego okazała się najlepsza, bezpośrednio wyprzedzając Francuzkę Jeannie Longo oraz Holenderkę Monique Knol. Na tych samych igrzyskach zdobyła również medal na torze, zajmując drugie miejsce w indywidualnym wyścigu na dochodzenie. W zawodach tych wyprzedziła ją jedynie Niemka Petra Rossner, a trzecie miejsce zajęła Rebecca Twigg z USA. Na rozgrywanych cztery lata później igrzyskach w Atlancie Australijka była czwarta w indywidualnej jeździe na czas, przegrywając walkę o brązowy medal z Clarą Hughes z Kanady. Na igrzyskach w 1996 roku zajęła ponadto ósme miejsce w wyścigu ze startu wspólnego, a w wyścigu na dochodzenie uplasowała się jedną pozycję niżej. W międzyczasie wzięła udział w szosowych mistrzostwach świata w Duitamie, gdzie zdobyła brązowy medal w wyścigu ze startu wspólnego, przegrywając tylko z Longo i Hughes. W tej samej konkurencji zdobyła również cztery medale na igrzyskach Wspólnoty Narodów: złote na IWN w Auckland (1990) i IWN w Victorii (1994), srebrny na IWN w Melbourne (2006) oraz brązowy podczas  IWN w Kuala Lumpur (1998). Kilkakrotnie zdobywała także medale szosowych mistrzostw kraju, w tym pięć złotych. Ponadto dwukrotnie stawała na podium klasyfikacji generalnej Giro d’Italia Femminile: w 1994 roku była druga, a w 1990 roku zajęła trzecie miejsce. Nigdy nie zdobyła medalu na torowych mistrzostwach świata. Karierę zakończyła w 2009 roku.